# Góry Wrangla
Góry Wrangla (ang. Wrangell Mountains) – wysoki łańcuch górski we wschodniej Alasce w Stanach Zjednoczonych. Większa jego część znajduje się w granicach Parku Narodowego Wrangla-Świętego Eliasza. Geneza tych gór jest w znakomitej większości wulkaniczna. Znajdują się tu trzecie pod względem wysokości wulkany Stanów Zjednoczonych: Blackburn i Sanford. Położona tu Góra Wrangla jest jednym z największych andezytowych wulkanów tarczowych na świecie, a także jedynym współcześnie aktywnym wulkanem w łańcuchu. Góry Wrangla zawierają także większość Pola Wulkanicznego Wrangla, które sięga również sąsiednich Gór Świętego Eliasza oraz Terytorium Jukonu w Kanadzie.
Góry Wrangla położone są na północny zachód od Gór Św. Eliasza oraz na północny wschód od Gór Chugach, które ciągną się wzdłuż wybrzeża Zatoki Alaski. Łańcuchy te wspólnie odgraniczają obszary śródlądowe od ciepłego, wilgotnego powietrza znad Pacyfiku powodując, że tereny położone na północ od Gór Wrangla należą zimą do najchłodniejszych rejonów Ameryki Północnej.
Nazwane zostały na cześć Ferdynanda von Wrangla.

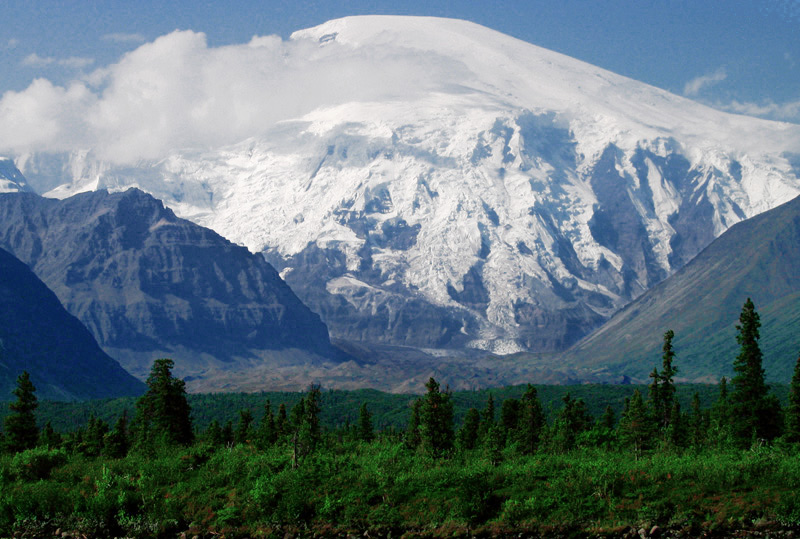
Wulkan Sanford

## Główne szczyty
Do najwyższych szczytów należą:
- Blackburn – główny wierzchołek 4,996 m n.p.m. oraz wschodni wierzchołek 4964 m n.p.m.
- Sanford – główny szczyt 4949 m n.p.m. oraz południowy 4162 m n.p.m.
- Góra Wrangla – 4317 m n.p.m. oraz zachodni wierzchołek 4271 m n.p.m.
- Atna Peaks – 4225 m n.p.m.
- Regal Mountain – 4220 m n.p.m.
- Jarvis – główny szczyt 4091 m n.p.m. oraz północny 3970 m n.p.m.
- Parka Peak – 4048 m n.p.m.
- Zanetti – 3965 m n.p.m.

Z pozostałych znanych szczytów warto wymienić Drum o wysokości 3661 m n.p.m.